# Mel McGaha
Fred Melvin McGaha dit Mel McGaha (26 septembre 1926 - 3 février 2002) est un sportif américain qui pratique le basket-ball et le baseball. Comme joueur, il opère une saison (1948-1949) en NBA avec les Knicks de New York puis plusieurs saisons en ligues mineures de baseball avant de devenir manager de baseball. Il officie alors en Ligue majeure de baseball.

## Carrière
McGaha est diplômé de l'Université de l'Arkansas et opte pour le baseball professionnel à la fin de ses études. Recruté par l'organisation des Cardinals de Saint-Louis en 1948, il joue en ligues mineures durant l'été 1948. Il échappe à la mort le 24 juillet 1948 en survivant à un spectaculaire accident de car qui tue cinq personnes, le chauffeur et quatre joueurs. Avec son coéquipier Ward, comme lui assis au fond du car, McGaha sort de l'hôpital au lendemain de l'accident. La saison de baseball achevée, il signe en NBA chez les New York Knicks avec lesquels il joue au poste de guard la saison 1948-49. Aligné à l'occasion de 51 matches, il inscrit en moyenne 3,5 points par match. Il retrouve sa place de joueur de ligues mineures au sein de l'organisation des Cardinals au printemps 1949.  
Devenu manager-joueur en 1954, ce joueur de champ extérieur enregistre de bons résultats, notamment en 1960 quand il mène les Toronto Maple Leafs au titre en ligue internationale avec plus de 100 victoires dans la saison. Les Maple Leafs sont alors le club école Triple-A de l'organisation des Cleveland Indians. Promu comme instructeur des Indians en 1961, il en devient le manager en 1962. Il est remercié à deux matches de la fin de la saison 1962 avec un bilan de 68 victoires pour 82 défaites et une médiocre sixième place au classement.
McGaha devient instructeur des Kansas City Athletics en 1963. Il est nommé manager des Athletics en juin 1964 mais ne parvient pas à éviter la dernière place du classement. Il est remercié après un début de saison catastrophique des Athletics : 5 victoires pour 21 défaites. Haywood Sullivan le remplace au poste de manager.
Manager de ligues mineures dans l'organisation des Houston Astros (1966-1967) il devient instructeur des Astros de 1968 à 1970.